# Río El Salto/Engaño/Tigre
El río El Salto, Engaño o Tigre es un curso natural de agua que fluye a través de los territorios patagónicos de Argentina (provincia del Chubut), donde se le llama "Engaño", y Chile (Región de Los Lagos), donde se le llama "Tigre" o "El Salto". Es un afluente en la margen izquierda del río Carrenleufú/Palena.

## Trayecto
El río nace en Argentina al norte del Lago General Vintter/Palena, en el cerro de la Virgen (no confundir con el picacho de la Virgen) y por la confluencia de varios ríos pequeños pero abundantes, emisarios de varios pequeños lagos situados a unos 1000 metros sobre el nivel del mar, y que se agrupan bajo la nombre genérico de Lagunas del Río Engaño. Entre estos lagos se encuentran el Berta inferior y el Berta superior.
Una vez constituido, el río se dirige hacia el noroeste. Poco después de haber recibido el abundante arroyo Las Horquetas, después de lo cual se vuelve hacia el oeste. Tres kilómetros más tarde, recibe las aguas del Valle Hondo, a continuación, también recibe al arroyo Patria enviado desde la Laguna Virgen.
A continuación, toma dirección norte y luego cruza la frontera con Chile, donde es llamado río Salto o también río Tigre. Unos kilómetros de haber cruzado la frontera con dirección norte, se desvía bruscamente hacia el suroeste hasta recibir las aguas del río El Azul, que viene desde el sur. En la confluencia, el Tigre se desvía hacia el norte, recibe al emisario de la laguna Negra y se desvía finalmente hacia el oeste desembocando finalmente en el Río Carrenleufú/Palena, al oeste de la localidad de Palena.
La parte argentina de la cuenca, que se encuentra en el territorio del departamento Languiñeo, tiene una superficie de 320 km². Las precipitaciones medias anuales totales de abundantes, de entre 1500 y 2000 mm. En territorio chileno, también son abundantes.
En la cuenca argentina, las Lagunas del Río Engaño, incluyen los lagos Berta inferior y Berta superior, el Lago Engaño, la Laguna Cóndor y el Lago Falso Engaño.

## Caudal y régimen
En años normales (50%) el río tiene sus crecidas en los meses del deshielo, en noviembre y diciembre, pero en años lluviosos, sus mayores crecidas ocurren en los meses de invierno.

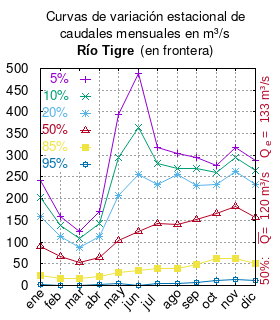
Curvas de variación estacional del río Tigre tras el cruce de la frontera.

El caudal del río (en un lugar fijo) varía en el tiempo, por lo que existen varias formas de representarlo. Una de ellas son las curvas de variación estacional que, tras largos periodos de mediciones, predicen estadísticamente el caudal mínimo que lleva el río con una probabilidad dada, llamada probabilidad de excedencia. La curva de color rojo ocre (con {\displaystyle {\color {Red}\vartriangle }}) muestra los caudales mensuales con probabilidad de excedencia de un 50%. Esto quiere decir que ese mes se han medido igual cantidad de caudales mayores que caudales menores a esa cantidad. Eso es la mediana (estadística), que se denota Qe, de la serie de caudales de ese mes. La media (estadística) es el promedio matemático de los caudales de ese mes y se denota {\displaystyle {\overline {Q}}}. 
Una vez calculados para cada mes, ambos valores son calculados para todo el año y pueden ser leídos en la columna vertical al lado derecho del diagrama. El significado de la probabilidad de excedencia del 5% es que, estadísticamente, el caudal es mayor solo una vez cada 20 años, el de 10% una vez cada 10 años, el de 20% una vez cada 5 años, el de 85% quince veces cada 16 años y la de 95% diecisiete veces cada 18 años. Dicho de otra forma, el 5% es el caudal de años extremadamente lluviosos, el 95% es el caudal de años extremadamente secos. De la estación de las crecidas puede deducirse si el caudal depende de las lluvias (mayo-julio) o del derretimiento de las nieves (septiembre-enero).

## Historia
El río fue identificado por el ingeniero argentino, Gunnar Anfin Lange, como que fuese el río Encuentro por error en el mapa enviado por el perito Francisco Pascasio Moreno al tribunal del laudo de 1902, sentando las bases para la disputa limítrofe del río Encuentro-Alto Palena.
El valle de este río fue objeto de la disputa limítrofe entre la República Argentina y la República de Chile por el trazado del límite entre los hitos XVI y XVII de su frontera común en los valles situados al norte del lago General Vintter/Palena (antes lago General Paz), que fue resuelta el 24 de noviembre de 1966 por el fallo arbitral de la reina Isabel II del Reino Unido. La sentencia entregó a Argentina la cuenca superior del río y a Chile la cuenca occidental. 
Mientras fluye en Argentina, el nombre del río es "Engaño", sin embargo, al cruzar a Chile tiene diferentes denominaciones. Hans Niemeyer lo llama "Salto o Tigre": 513 
Luis Risopatrón lo llama "río del Salto" y lo describe como:: 791 
Salto (Río del). Nace en las faldas de macizos nevados, corre hacia el N en un valle ocupado por ñadis, alternados con ojos de agua i pequeñas lagunas, en medio de las cuales busca camino en innumerables serpentinas, lleva aguas correntosas, de color de barro i esta bordeado por estensas playas i pampas de coiron; los numerosos montones de palos secos amontonados en las orillas de su cauce, dan testimonio de los efectos de sus avenidas. Presenta un salto, visible desde gran distancia, pasa cerca de la laguna El Juncal, de la que queda separado por una baja lengua de tierra de un kilómetro de ancho, a través de la cual, en ciertas épocas del año las aguas del río se desparraman i penetran en la laguna, concluye por afluir a la márjen S del curso superior del  con un ancho de 60 m, baña terrenos pastosos i constituye uno de sus principales tributarios; sus riberas ofrecen unos 200 km² de terrenos aprovechables para el cultivo i la ganadería i en ellas se observan fuertes escarchas aun en los meses de verano, en los que el termómetro sule bajar de 0 °C.
Cabe hacer notar que en el mapa de la zona de Luis Risopatrón (publicado en 1910) los ríos Salto y Engaño aparecen equivocadamente separados por el río Encuentro.